# Katarzyna Dobija
Katarzyna Dobija (ur. 21 sierpnia 1974) – polska lekkoatletka, specjalizująca się w siedmioboju i Skoku w dal, mistrzyni Polski, reprezentantka Polski.

## Kariera sportowa
Była zawodniczką Sprintu Bielsko-Biała i AZS-AWF Kraków.
Na mistrzostwach Polski seniorek na otwartym stadionie zdobyła pięć medali: złoty w sztafecie 4 × 100 metrów w 1996, srebrny w skoku w dal w 1995, brązowe w siedmioboju w 1994 i 1995 oraz brązowy w sztafecie 4 × 100 metrów w 1995. W halowych mistrzostw Polski seniorek zdobyła dwa brązowe medale w pięcioboju: w 1995 i 1996.
W 1995 wystąpiła w zawodach Superligi Pucharze Europy w wielobojach, zajmując 29. miejsce z wynikiem 5074.
Rekord życiowy w siedmioboju: 5363 (1996), w skoku w dal: 6,35 (1998).
Jest trenerem lekkiej atletyki w klubie Sprint Bielsko-Biała.